# Khenifra
Khenifra (Berbisk: Xnifṛa,ⵅⵏⵉⴼⵕⴰ, arabisk: خنيفرة ) er en by i det nordlige centrale Marokko, omgivet af Atlasbjergene og beliggende ved floden Oum Er-Rbia. Den nationale hovedvej 8 går gennem byen. Byen havde en befolkning på 228.567 mennesker ved folketællingen i 2019,

## Historie
Khenifra har været Zayanernes centrale by i århundreder. Som sådan var det en vigtig militær besiddelse i Zaian-krigen (en) mellem 1914 og1921. Den franske general Paul Prosper Henrys havde planlagt det første angreb på Khenifra til den 10. juni 1914.  Mouha ou Hammou Zayani forsøgte at stoppe Khenifra-kampagnen, men det lykkedes ikke.Franskmændene tog kontrol over byen, men mistede omkring 600 mand. Ud over at lede Zayanerne, stod Hammou for meget af byens udvikling i begyndelsen af det 20. århundrede og har stået bag udviklingen af boligområder og moskeer i byen.

## Demografi
Khenifra er beboet af Zayanes, en berber stamme, og det talte sprog er en varietet af Centralatlas Tamazight. Byens befolkning var ved folketællingen i 2019 på 228.567 indbyggere.

## Geografi
Khenifra ligger ved floden Oum Er-Rbia  Den Nationale hovedej 8 går gennem Khenifra på ruten mellem Marrakech og Fès.  Jebel Bououzzal, "Iron Mountain", rummer jernmalm, men dens anvendelighed er begrænset på grund af et højt svovlindhold.  Khenifra National Park er øst for byen og indeholder skove af Atlas-cedertræer ( Cedrus atlantica ).